# Informador escaquístic
Informador escaquístic (Šahovski Informator), coneguda més simplement com a Informator, és una editorial amb seu a Belgrad que periòdicament produeix llibres amb aquest mateix nom, i també l'Enciclopèdia d'obertures d'escacs, l'Encyclopaedia of Chess Endings, l'Opening Monographs, altres publicacions impreses, i el seu corresponent programari (incloent-hi edicions electròniques de la majoria d'edicions impreses). Aleksandar Matanovic i Milivoje Molerovic van fundar la companyia el 1966 amb la finalitat d'oferir a la resta del món la informació escaquística de la qual gaudien els jugadors soviètics. La companyia ha venut 3 milions de llibres en 150 països, d'acord amb la seva pàgina web.
L'Informator va publicar 2 números per any en el període 1966-1990, i des de 1991 ha publicat 3 números per any. Cada número ofereix molts fragments de partides de mestres, moltes marcades pels mateixos jugadors. Un conjunt de jugadors d'elit seleccionen les millors partides de cada número, i aquestes són republicades al següent número amb una anàlisi més profunda. Cada número des de l'Informador 5 ha inclòs una secció de combinacions trobades en partides recents. Una secció de finals similar s'ha convertit també en una característica estàndard de la publicació.
Durant dues dècades, abans de l'aparició de les bases de dades d'escacs, Les publicacions del l'Informator eren la font principal de partides d'exemple i anàlisi per als jugadors seriosos d'escacs. La publicació apareix de manera rutinària en la bibliografia de textos d'obertures. i altres textos d'escacs.
El sistema de codis de classificació d'obertures de l'Informador escaquístic, i el seu sistema de símbols ha estat l'estàndard internacional per organitzar la informació escaquística i comunicar aquesta informació malgrat les barreres idiomàtiques. El sistema de codis s'explica en 10 idiomes al capdavant de cada número de l'Informador, l'Enciclopèdia d'obertures d'escacs, i altres publicacions. L'excampió mundial Garri Kaspàrov va afirmar "Som tots fills de l'Informador,"
 i després va explicar el seu propi desenvolupament com a jugador d'escacs s'ha correspost amb la popularitat ascendent de l'Informador escaquístic. Altres campions mundials, incloent-hi Anatoli Kàrpov, Vladímir Kràmnik, i Vishwanathan Anand, afirmen que l'Informador és fonamental en les seves preparacions per als torneigs.